# Cantón de Brive-la-Gaillarde-Suroeste
El cantón de Brive-la-Gaillarde-Suroeste era una división administrativa francesa, que estaba situada en el departamento de Corrèze y la región de Limusín.

## Composición
El cantón estaba formado por cinco comunas:
- Brive-la-Gaillarde (fracción)
- Estivals
- Jugeals-Nazareth
- Nespouls
- Noailles

## Supresión del cantón de Brive-la-Gaillarde-Suroeste
En aplicación del Decreto nº 2014-228 de 24 de febrero de 2014, el cantón de Brive-la-Gaillarde-Suroeste fue suprimido el 22 de marzo de 2015 y sus 5 comunas pasaron a formar parte; cuatro del nuevo cantón de Pantáleon-de-Larche y la fracción de la comuna que le daba su nombre se unió con las demás para que, por medio de una reestructuración cantonal, fueran creados los nuevos cantones de Brive-la-Gaillarde-1, Brive-la-Gaillarde-2, Brive-la-Gaillarde-3 y Brive-la-Gaillarde-4.